# DM i landevejscykling 2022 – Linjeløb (damer)
Damernes linjeløb ved DM i landevejscykling 2022 blev afholdt søndag den 26. juni i Aalborg. Linjeløbet foregik over 127,2 km.
Løbet blev vundet af Cecilie Uttrup Ludwig fra FDJ-Nouvelle Aquitaine-Futuroscope. Emma Norsgaard (Movistar Team) og Amalie Dideriksen (Trek-Segafredo) tog sig af de resterende podiepladser.

## Resultat
| \| Samlede stilling \| Samlede stilling \| Samlede stilling \| Samlede stilling \| Samlede stilling \| \| Rytter \| Rytter \| Hold \| Tid \| \| \| ---------------- \| --------------------------- \| ---------------------------------- \| ---------------- \| ---------------- \| \| 1. \| Cecilie Uttrup Ludwig \| FDJ-Nouvelle Aquitaine-Futuroscope \| 3t 26' 58" \| \| \| 2. \| Emma Norsgaard Bjerg \| Movistar Team \| + 20" \| \| \| 3. \| Amalie Dideriksen \| Trek-Segafredo \| + 1' 19" \| \| \| 4. \| Julie Nielsen Maribo \| ABC Dame Elite \| + 2' 11" \| \| \| 5. \| Trine Andersen \| Holstebro Cykle Club \| + 2' 11" \| \| \| 6. \| Josefine Huitfeldt \| Eneicat-RBH \| + 2' 28" \| \| \| 7. \| Marita Jensen \| ABC Dame Elite \| + 2' 32" \| \| \| 8. \| Maja Winther Brandt Heisel \| ABC Dame Elite \| + 2' 32" \| \| \| 9. \| Mia Sofie Rützou \| Team Nyt Syn powered by Fialla \| + 4' 28" \| \| \| 10. \| Julie Leth \| Uno-X Pro Cycling Team \| + 4' 29" \| \| \| 11. \| Marie-Louise Hartz Krogager \| ABC Dame Elite \| + 4' 29" \| \| \| 12. \| Caroline Kirk Schad \| Amager Cykle Ring \| + 4' 30" \| \| \| 13. \| Trine Holmsgaard \| Proximus-Alphamotorhomes \| + 4' 30" \| \| \| 14. \| Birgitte Krogsgaard \| Bache-JS.dk \| + 4' 34" \| \| \| 15. \| Karoline Hemmsen \| Team Nyt Syn powered by Fialla \| + 7' 01" \| \| \| 16. \| Christina Bragh Lorenzen \| ABC Dame Elite \| + 7' 29" \| \| \| 17. \| Amalie Kvist Nybroe \| ABC Dame Elite \| + 7' 29" \| \| |                             |                                    |            |
| |                             |                                    |            |
| Kilder: ProCyclingStats Cycling Quotient |                             |                                    |            |
| Samlede stilling |                             |                                    |            |
| Rytter | Rytter                      | Hold                               | Tid        |
| 1. | Cecilie Uttrup Ludwig       | FDJ-Nouvelle Aquitaine-Futuroscope | 3t 26' 58" |
| 2. | Emma Norsgaard Bjerg        | Movistar Team                      | + 20"      |
| 3. | Amalie Dideriksen           | Trek-Segafredo                     | + 1' 19"   |
| 4. | Julie Nielsen Maribo        | ABC Dame Elite                     | + 2' 11"   |
| 5. | Trine Andersen              | Holstebro Cykle Club               | + 2' 11"   |
| 6. | Josefine Huitfeldt          | Eneicat-RBH                        | + 2' 28"   |
| 7. | Marita Jensen               | ABC Dame Elite                     | + 2' 32"   |
| 8. | Maja Winther Brandt Heisel  | ABC Dame Elite                     | + 2' 32"   |
| 9. | Mia Sofie Rützou            | Team Nyt Syn powered by Fialla     | + 4' 28"   |
| 10. | Julie Leth                  | Uno-X Pro Cycling Team             | + 4' 29"   |
| 11. | Marie-Louise Hartz Krogager | ABC Dame Elite                     | + 4' 29"   |
| 12. | Caroline Kirk Schad         | Amager Cykle Ring                  | + 4' 30"   |
| 13. | Trine Holmsgaard            | Proximus-Alphamotorhomes           | + 4' 30"   |
| 14. | Birgitte Krogsgaard         | Bache-JS.dk                        | + 4' 34"   |
| 15. | Karoline Hemmsen            | Team Nyt Syn powered by Fialla     | + 7' 01"   |
| 16. | Christina Bragh Lorenzen    | ABC Dame Elite                     | + 7' 29"   |
| 17. | Amalie Kvist Nybroe         | ABC Dame Elite                     | + 7' 29"   |

## Hold og ryttere
| UCI Women's WorldTeams (4)- Movistar Team - Uno-X Pro Cycling Team - FDJ Nouvelle Aquitaine Futuroscope - Trek-Segafredo UCI Women's Kontinentalhold (2)- Eneicat-RBH - Torelli-Cayman Islands-Scimitar DCU Elite Teams (3)- ABC Dame Elite - Rytger powered by Carl Ras - Nyt Syn powered by Fialla Amatørkvindehold (3)- Proximus-Alphamotorhomes - Bache-JS.dk - Watersley R&D Regional- og klubhold (3)- Amager Cykle Ring - Holstebro Cykle Club - Arbejdernes Bicycle Club København |
| |

### Startliste
| Trek-Segafredo TFS | Trek-Segafredo TFS      | Trek-Segafredo TFS |
| ------------------ | ----------------------- | ------------------ |
| Nr.                | Rytter                  | Placering          |
| 1                  | Amalie Dideriksen (DEN) | 3.                 |

| Movistar Team MOV | Movistar Team MOV    | Movistar Team MOV |
| ----------------- | -------------------- | ----------------- |
| Nr.               | Rytter               | Placering         |
| 2                 | Emma Norsgaard Bjerg | 2.                |

| FDJ-Nouvelle Aquitaine-Futuroscope FSF | FDJ-Nouvelle Aquitaine-Futuroscope FSF | FDJ-Nouvelle Aquitaine-Futuroscope FSF |
| -------------------------------------- | -------------------------------------- | -------------------------------------- |
| Nr.                                    | Rytter                                 | Placering                              |
| 3                                      | Cecilie Uttrup Ludwig (DEN)            | 1.                                     |

| Uno-X Pro Cycling Team UXT | Uno-X Pro Cycling Team UXT | Uno-X Pro Cycling Team UXT |
| -------------------------- | -------------------------- | -------------------------- |
| Nr.                        | Rytter                     | Placering                  |
| 4                          | Julie Leth (DEN)           | 10.                        |
| 5                          | Rebecca Koerner            | DNS                        |

| Amager Cykle Ring ___ | Amager Cykle Ring ___ | Amager Cykle Ring ___ |
| --------------------- | --------------------- | --------------------- |
| Nr.                   | Rytter                | Placering             |
| 6                     | Tusnelda Svanholmer   | DNF                   |

| Proximus-Alphamotorhomes ___ | Proximus-Alphamotorhomes ___ | Proximus-Alphamotorhomes ___ |
| ---------------------------- | ---------------------------- | ---------------------------- |
| Nr.                          | Rytter                       | Placering                    |
| 7                            | Trine Holmsgaard             | 13.                          |

| Amager Cykle Ring ___ | Amager Cykle Ring ___   | Amager Cykle Ring ___ |
| --------------------- | ----------------------- | --------------------- |
| Nr.                   | Rytter                  | Placering             |
| 8                     | Viktoria Smidth Knudsen | DNF                   |
| 9                     | Caroline Kirk Schad     | 12.                   |
| 10                    | Rikke Bak Oytan         | DNF                   |

| ABC Dame Elite ___ | ABC Dame Elite ___          | ABC Dame Elite ___ |
| ------------------ | --------------------------- | ------------------ |
| Nr.                | Rytter                      | Placering          |
| 11                 | Amalie Kvist Nybroe         | 17.                |
| 12                 | Christina Bragh Lorenzen    | 16.                |
| 13                 | Marita Jensen               | 7.                 |
| 14                 | Marie-Louise Hartz Krogager | 11.                |
| 15                 | Maja Winther Brandt Heisel  | 8.                 |
| 16                 | Johanna Clausen Koerner     | DNF                |
| 17                 | Julie Nielsen Maribo        | 4.                 |

| Team Rytger powered by Carl Ras ___ | Team Rytger powered by Carl Ras ___ | Team Rytger powered by Carl Ras ___ |
| ----------------------------------- | ----------------------------------- | ----------------------------------- |
| Nr.                                 | Rytter                              | Placering                           |
| 18                                  | Laura Auerbach-Lind                 | DNF                                 |

| Team Nyt Syn powered by Fialla ___ | Team Nyt Syn powered by Fialla ___ | Team Nyt Syn powered by Fialla ___ |
| ---------------------------------- | ---------------------------------- | ---------------------------------- |
| Nr.                                | Rytter                             | Placering                          |
| 19                                 | Karoline Hemmsen                   | 15.                                |
| 20                                 | Mia Sofie Rützou (DEN)             | 9.                                 |
| 21                                 | Julie Gaumitz Storm                | DNF                                |
| 22                                 | Kirstine Frida Rysbjerg Munk       | DNF                                |

| Bache-JS.dk ___ | Bache-JS.dk ___       | Bache-JS.dk ___ |
| --------------- | --------------------- | --------------- |
| Nr.             | Rytter                | Placering       |
| 23              | Frederikke Asfeldt    | DNF             |
| 24              | Ellen Hjøllund Klinge | DNF             |
| 25              | Birgitte Krogsgaard   | 14.             |

| Watersley R&D Cycling Team ___ | Watersley R&D Cycling Team ___ | Watersley R&D Cycling Team ___ |
| ------------------------------ | ------------------------------ | ------------------------------ |
| Nr.                            | Rytter                         | Placering                      |
| 26                             | Mette Egtoft Jensen            | DNF                            |

| Eneicat-RBH EIC | Eneicat-RBH EIC    | Eneicat-RBH EIC |
| --------------- | ------------------ | --------------- |
| Nr.             | Rytter             | Placering       |
| 27              | Josefine Huitfeldt | 6.              |

| Give Cykelklub ___ | Give Cykelklub ___      | Give Cykelklub ___ |
| ------------------ | ----------------------- | ------------------ |
| Nr.                | Rytter                  | Placering          |
| 28                 | Maja Lundtoft Lindbjerg | DNS                |

| Macadam’s Cowboys & Girls ___ | Macadam’s Cowboys & Girls ___ | Macadam’s Cowboys & Girls ___ |
| ----------------------------- | ----------------------------- | ----------------------------- |
| Nr.                           | Rytter                        | Placering                     |
| 29                            | Mille Troelsen                | DNS                           |

| Torelli-Cayman Islands-Scimitar ___ | Torelli-Cayman Islands-Scimitar ___ | Torelli-Cayman Islands-Scimitar ___ |
| ----------------------------------- | ----------------------------------- | ----------------------------------- |
| Nr.                                 | Rytter                              | Placering                           |
| 30                                  | Amalie Winther Olsen                | DNF                                 |

| Holstebro Cykle Club ___ | Holstebro Cykle Club ___ | Holstebro Cykle Club ___ |
| ------------------------ | ------------------------ | ------------------------ |
| Nr.                      | Rytter                   | Placering                |
| 31                       | Trine Andersen (DEN)     | 5.                       |

| Arbejdernes Bicycle Club København ___ | Arbejdernes Bicycle Club København ___ | Arbejdernes Bicycle Club København ___ |
| -------------------------------------- | -------------------------------------- | -------------------------------------- |
| Nr.                                    | Rytter                                 | Placering                              |
| 32                                     | Kathrine Olivia Madsen                 | DNF                                    |

| Trek-Segafredo TFS | Trek-Segafredo TFS      | Trek-Segafredo TFS |
| ------------------ | ----------------------- | ------------------ |
| Nr.                | Rytter                  | Placering          |
| 1                  | Amalie Dideriksen (DEN) | 3.                 |

| Movistar Team MOV | Movistar Team MOV    | Movistar Team MOV |
| ----------------- | -------------------- | ----------------- |
| Nr.               | Rytter               | Placering         |
| 2                 | Emma Norsgaard Bjerg | 2.                |

| FDJ-Nouvelle Aquitaine-Futuroscope FSF | FDJ-Nouvelle Aquitaine-Futuroscope FSF | FDJ-Nouvelle Aquitaine-Futuroscope FSF |
| -------------------------------------- | -------------------------------------- | -------------------------------------- |
| Nr.                                    | Rytter                                 | Placering                              |
| 3                                      | Cecilie Uttrup Ludwig (DEN)            | 1.                                     |

| Uno-X Pro Cycling Team UXT | Uno-X Pro Cycling Team UXT | Uno-X Pro Cycling Team UXT |
| -------------------------- | -------------------------- | -------------------------- |
| Nr.                        | Rytter                     | Placering                  |
| 4                          | Julie Leth (DEN)           | 10.                        |
| 5                          | Rebecca Koerner            | DNS                        |

| Amager Cykle Ring ___ | Amager Cykle Ring ___ | Amager Cykle Ring ___ |
| --------------------- | --------------------- | --------------------- |
| Nr.                   | Rytter                | Placering             |
| 6                     | Tusnelda Svanholmer   | DNF                   |

| Proximus-Alphamotorhomes ___ | Proximus-Alphamotorhomes ___ | Proximus-Alphamotorhomes ___ |
| ---------------------------- | ---------------------------- | ---------------------------- |
| Nr.                          | Rytter                       | Placering                    |
| 7                            | Trine Holmsgaard             | 13.                          |

| Amager Cykle Ring ___ | Amager Cykle Ring ___   | Amager Cykle Ring ___ |
| --------------------- | ----------------------- | --------------------- |
| Nr.                   | Rytter                  | Placering             |
| 8                     | Viktoria Smidth Knudsen | DNF                   |
| 9                     | Caroline Kirk Schad     | 12.                   |
| 10                    | Rikke Bak Oytan         | DNF                   |

| ABC Dame Elite ___ | ABC Dame Elite ___          | ABC Dame Elite ___ |
| ------------------ | --------------------------- | ------------------ |
| Nr.                | Rytter                      | Placering          |
| 11                 | Amalie Kvist Nybroe         | 17.                |
| 12                 | Christina Bragh Lorenzen    | 16.                |
| 13                 | Marita Jensen               | 7.                 |
| 14                 | Marie-Louise Hartz Krogager | 11.                |
| 15                 | Maja Winther Brandt Heisel  | 8.                 |
| 16                 | Johanna Clausen Koerner     | DNF                |
| 17                 | Julie Nielsen Maribo        | 4.                 |

| Team Rytger powered by Carl Ras ___ | Team Rytger powered by Carl Ras ___ | Team Rytger powered by Carl Ras ___ |
| ----------------------------------- | ----------------------------------- | ----------------------------------- |
| Nr.                                 | Rytter                              | Placering                           |
| 18                                  | Laura Auerbach-Lind                 | DNF                                 |

| Team Nyt Syn powered by Fialla ___ | Team Nyt Syn powered by Fialla ___ | Team Nyt Syn powered by Fialla ___ |
| ---------------------------------- | ---------------------------------- | ---------------------------------- |
| Nr.                                | Rytter                             | Placering                          |
| 19                                 | Karoline Hemmsen                   | 15.                                |
| 20                                 | Mia Sofie Rützou (DEN)             | 9.                                 |
| 21                                 | Julie Gaumitz Storm                | DNF                                |
| 22                                 | Kirstine Frida Rysbjerg Munk       | DNF                                |

| Bache-JS.dk ___ | Bache-JS.dk ___       | Bache-JS.dk ___ |
| --------------- | --------------------- | --------------- |
| Nr.             | Rytter                | Placering       |
| 23              | Frederikke Asfeldt    | DNF             |
| 24              | Ellen Hjøllund Klinge | DNF             |
| 25              | Birgitte Krogsgaard   | 14.             |

| Watersley R&D Cycling Team ___ | Watersley R&D Cycling Team ___ | Watersley R&D Cycling Team ___ |
| ------------------------------ | ------------------------------ | ------------------------------ |
| Nr.                            | Rytter                         | Placering                      |
| 26                             | Mette Egtoft Jensen            | DNF                            |

| Eneicat-RBH EIC | Eneicat-RBH EIC    | Eneicat-RBH EIC |
| --------------- | ------------------ | --------------- |
| Nr.             | Rytter             | Placering       |
| 27              | Josefine Huitfeldt | 6.              |

| Give Cykelklub ___ | Give Cykelklub ___      | Give Cykelklub ___ |
| ------------------ | ----------------------- | ------------------ |
| Nr.                | Rytter                  | Placering          |
| 28                 | Maja Lundtoft Lindbjerg | DNS                |

| Macadam’s Cowboys & Girls ___ | Macadam’s Cowboys & Girls ___ | Macadam’s Cowboys & Girls ___ |
| ----------------------------- | ----------------------------- | ----------------------------- |
| Nr.                           | Rytter                        | Placering                     |
| 29                            | Mille Troelsen                | DNS                           |

| Torelli-Cayman Islands-Scimitar ___ | Torelli-Cayman Islands-Scimitar ___ | Torelli-Cayman Islands-Scimitar ___ |
| ----------------------------------- | ----------------------------------- | ----------------------------------- |
| Nr.                                 | Rytter                              | Placering                           |
| 30                                  | Amalie Winther Olsen                | DNF                                 |

| Holstebro Cykle Club ___ | Holstebro Cykle Club ___ | Holstebro Cykle Club ___ |
| ------------------------ | ------------------------ | ------------------------ |
| Nr.                      | Rytter                   | Placering                |
| 31                       | Trine Andersen (DEN)     | 5.                       |

| Arbejdernes Bicycle Club København ___ | Arbejdernes Bicycle Club København ___ | Arbejdernes Bicycle Club København ___ |
| -------------------------------------- | -------------------------------------- | -------------------------------------- |
| Nr.                                    | Rytter                                 | Placering                              |
| 32                                     | Kathrine Olivia Madsen                 | DNF                                    |